# Leivinha
João Leiva Campos Filho, detto Leivinha (Novo Horizonte, 11 settembre 1949), è un ex calciatore brasiliano, di ruolo attaccante.
È lo zio di un altro calciatore della nazionale brasiliana, Lucas Leiva.

## Caratteristiche tecniche
Giocava come attaccante, e durante la sua esperienza al Palmeiras venne impiegato sulla fascia destra, vestendo la maglia numero otto. Era completo e riusciva a mantenere buone medie realizzative, grazie alla sua abilità sia nei colpi di testa che nel gioco di piede.

## Carriera

### Club
Il 16 settembre 1966 disputò una partita contro la Portuguesa, mentre vestiva ancora la maglia del Linense, e grazie a due sue reti la stessa società decise di acquistarlo, appena quattro giorni dopo. Debuttò con la nuova compagine il 12 ottobre 1966 contro il San Paolo, in occasione di una partita del campionato Paulista. Con il tecnico Aymoré Moreira in panchina, seguitò a far vedere buone cose con la maglia della Portuguesa, tanto da guadagnarsi il trasferimento al Palmeiras il 25 febbraio 1971. Si stabilì dunque nella squadra di San Paolo fino al 1975, vincendo due campionati statali e due campionati nazionali (questi ultimi consecutivi, nel 1972 e 1973), arrivando a quota 263 presenze e 105 reti con la maglia del club. Nel 1975 arrivò infatti l'offerta dell'Atlético Madrid – che aveva contattato anche il compagno di squadra Luís Pereira –, che il giocatore accettò. Con la formazione europea riuscì a distinguersi per il buon livello delle sue prestazioni, fino a quando un infortunio al ginocchio non ne pregiudicò la qualità, procurando il suo ritorno in Brasile. Nel 1979 chiuse la carriera, giocando con il San Paolo.

### Nazionale
Il suo rapporto con la selezione nazionale brasiliana iniziò nel 1967, quando il CT Moreira lo chiamò in vista della Copa Rio Branco; un'operazione però gli impedì di figurare nella competizione, rinviando così il suo debutto a livello internazionale, che avvenne nel 1972. Partecipò alla vittoriosa Coppa d'Indipendenza Brasiliana, torneo in cui debuttò rilevando Tostão nella partita contro la Cecoslovacchia del 28 giugno. Fu l'autore del millesimo gol del Brasile, il 27 maggio 1973 al Maracanã contro la Bolivia. L'ultima partita giocata con la Nazionale fu quella del campionato del mondo 1974 contro lo Zaire, durante la quale fu sostituito da Valdomiro al diciannovesimo minuto, chiudendo un'esperienza che lo aveva portato ad accumulare ventuno presenze e sette reti.

## Palmarès

### Club

#### Competizioni statali
- Campionato paulista: 2

Palmeiras: 1972, 1974

#### Competizioni nazionali
- Campionato brasiliano: 2

Palmeiras: 1972, 1973
- Campionato spagnolo: 1

Atlético Madrid: 1976-1977

### Nazionale
- Coppa d'Indipendenza Brasiliana: 1

1972